# Euskampus
Euskampus (Euskampus Fundazioa) es la alianza estratégica entre la Universidad del País Vasco-Euskal Herriko Unibertsitatea (UPV/EHU), la Universidad de Burdeos, Tecnalia y el Donostia International Physics Center (DIPC).
Es el nombre que recibe el proyecto impulsado de manera conjunta por la Universidad del País Vasco-Euskal Herriko Unibertsitatea, la corporación tecnológica Tecnalia  y el Donostia International Physics Center DIPC que persigue articular la excelencia e internacionalización de la Universidad y vincularla con el territorio a través de tres principales áreas de especialización:
- Procesos Innovadores y Nuevos Materiales
- Ecosistemas Sostenibles y Tecnologías Ambientales
- Envejecimiento Saludable y Calidad de Vida

a los que se ha añadido la de Innovación Social en el transcurso del proyecto.
El proyecto se estructura en torno a una comunidad de polos de conocimiento, espacios para la colaboración multidisciplinar e interinstitucional que se definen en clave de retos sociales y globales. 
El proyecto fue seleccionado por el Ministerio de Educación como Campus de Excelencia Internacional. y recibió en 2013 el aval de una comisión de expertos internacionales.
El proyecto, cuenta también con el apoyo de otras entidades de la red vasca de ciencia y tecnología, el Gobierno Vasco, los Ayuntamientos de las tres capitales vascas y otras entidades.